# كاتارينا ووترز
كاتارينا لاي ووترز (بالإنجليزية: Katarina Leigh Waters)‏ هي مصارعة محترفة وممثلة ألمانية المولد وإنجليزية الجنسية والأصل ولدت في يوم 10 نوفمبر 1980 في مدينة لونبورغ في ألمانيا الغربية، عرفت في عروض المصارعة باسم كاتي ليا بوركيل (بالإنجليزية: Katie Lea Burchill)‏ و وينتر (بالإنجليزية: Winter)‏ و نيكيتا (بالإنجليزية: Nikita)‏. إشتهرت باشتراكها في عروض تي إن أي وفوزها مع أنجلينا لوف ببطولة الزوجي لمصارعة السيدات.

## روابط خارجية
- كاتارينا ووترز على موقع IMDb (الإنجليزية)
- كاتارينا ووترز على موقع قاعدة بيانات الفيلم (الإنجليزية)
- كاتارينا ووترز على موقع WrestlingData.com (الإنجليزية)
- كاتارينا ووترز على موقع CageMatch worker (الإنجليزية)
- كاتارينا ووترز على موقع قاعدة بيانات المصارعة على الإنترنت (الإنجليزية)
- كاتارينا ووترز على موقع عالم المصارعة على الإنترنت (الإنجليزية)
- كاتارينا ووترز على موقع عالم المصارعة على الإنترنت (الإنجليزية)